# Нарышкин, Лев Александрович (1785)
Лев Алекса́ндрович Нары́шкин (1785—1846) — генерал-лейтенант, генерал-адъютант из рода Нарышкиных, строитель дворца на Фонтанке.

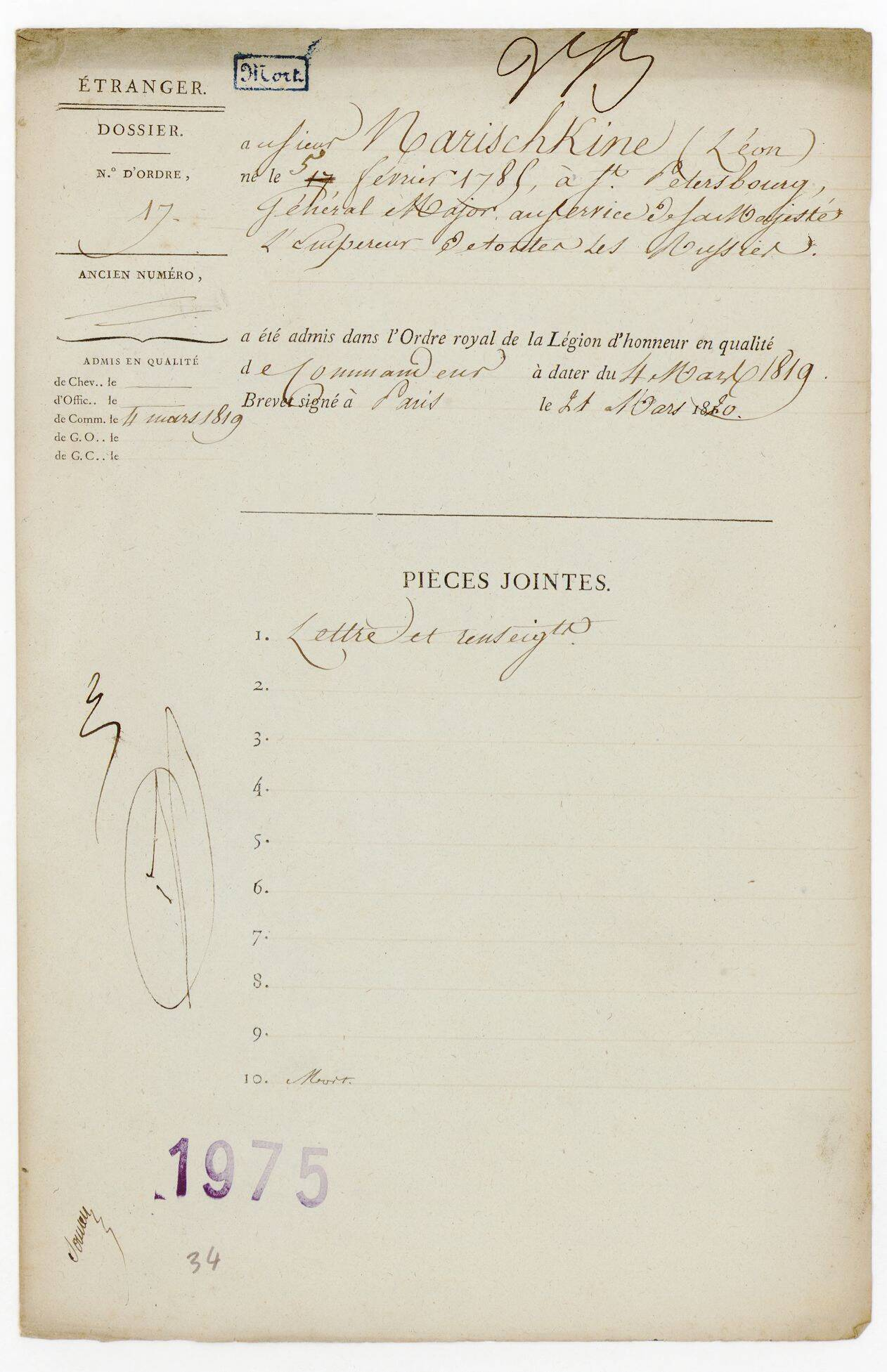
Документ о награждении Льва Нарышкина орденом Почётного легиона

## Биография
Родился 5 (16) февраля 1785 года в семье обер-гофмаршала Александра Львовича Нарышкина (1760—1826). По матери, Марии Алексеевне Сенявиной, дочери адмирала Алексея Наумовича Сенявина, Лев Нарышкин приходился двоюродным братом графу М. С. Воронцову.
Домашнее воспитание получил под руководством аббата Николя. Службу начал при дворе, 15 марта 1799 года пожалован в камергеры. 22 января 1803 года в чине поручика был зачислен в лейб-гвардии Преображенский полк. 13 февраля 1807 года переведен штаб-ротмистром в лейб-гвардии Гусарский полк, в рядах которого участвовал в битвах под Гутштадтом, Гейльсбергом и Фридландом, получив ранение в руку и будучи награждён золотой саблей. После окончания боевых действий вышел в отставку и вернулся к службе при дворе в звании камергера.

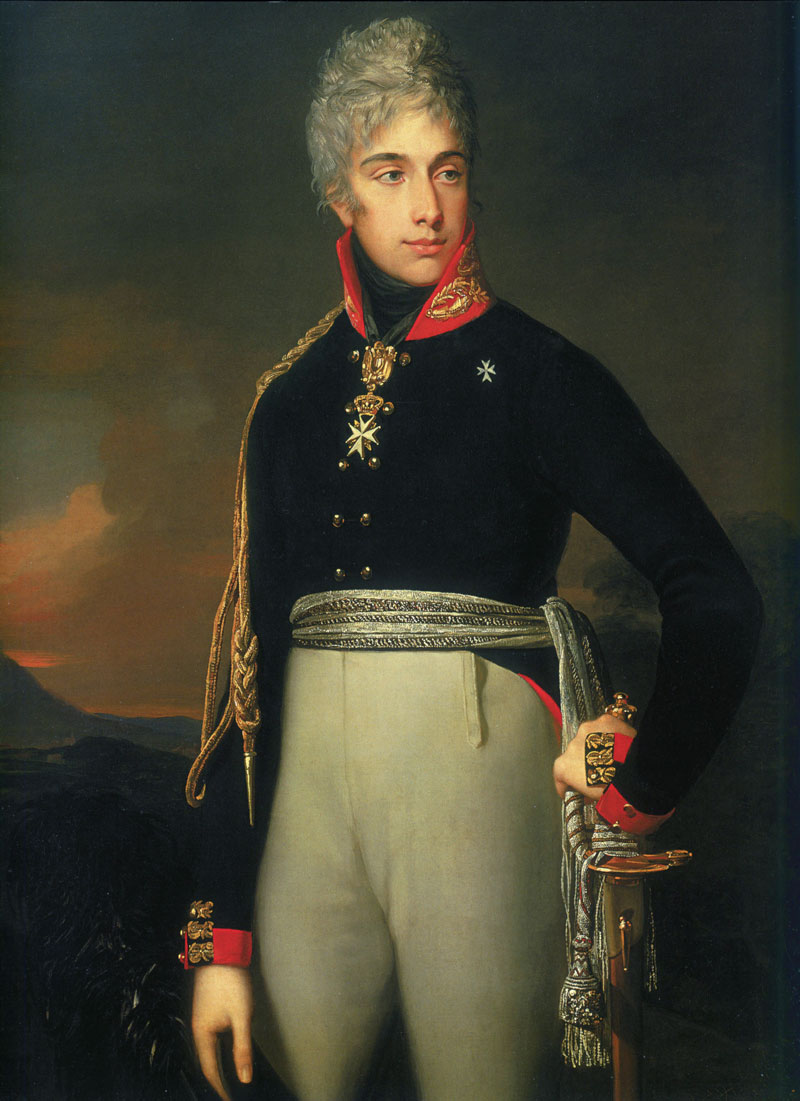
Лев Нарышкин в 1805 году

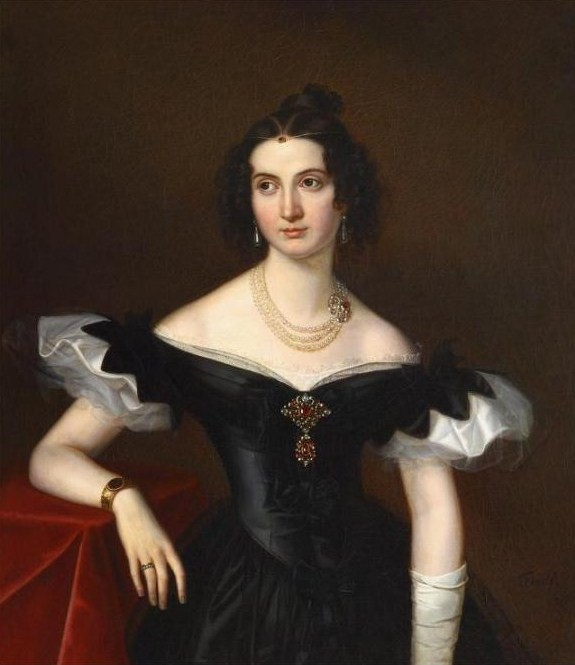
Ольга Станиславовна, жена

28 марта 1812 года возвратился на военную службу в чине ротмистра и поступил в Изюмский гусарский полк, участвовал в сражении с французской армией под Островно, а также под Смоленском и при Бородине; в последнем сражении был ранен в голову. В сентябре 1812 года назначен адъютантом генерала Фердинанда Винцингероде, после пленения последнего французами добровольно отправился в плен вместе с ним, надеясь спасти генерала; в итоге был отбит у французов под Витебском отрядом казаков. Оказавшись на свободе, вновь поступил на службу в лейб-гвардии Гусарский полк, 19 ноября 1812 года произведен в полковники за проявленную в сражении на Березине храбрость. В 1813 году возглавлял один из «летучих» отрядов, участвовал в сражении с французской армией под Калишем и в преследовании французов в Пруссии и Саксонии и за отличия в боях 11 января 1814 года получил чин генерал-майора.

Позже служил в корпусе Винцингероде, входившем в состав Северной армии, участвовал в боях под Гросбеереном и Денневицем. 9 октября 1813 года получил орден Св. Георгия 4-го класса 
За отличие в сражении с французами при Денневице, где захватил 8 французских орудий
 Сражался также в так называемой Битве народов под Лейпцигом; был ранен, награждён за это сражение орденом Св. Владимира 3-й степени. Впоследствии возглавлял отдельную казачью бригаду, служил в Голландии и Северной Франции.
В период с 1815 по 1818 год находился в рядах русского экспедиционного корпуса во Франции. После возвращения на родину вышел 23 марта 1824 года в отставку и вновь поступил на дворцовую службу — в должности шталмейстера.
22 мая 1843 года вернулся на действительную военную службу с зачислением в Императорскую Свиту. 6 декабря 1843 пожалован в генерал-адъютанты, а год спустя — произведен в генерал-лейтенанты. Умер, находясь в отпуске в Неаполе, 17 (29) ноября 1846 года. Похоронен в Санкт-Петербурге, в Благовещенской усыпальнице Александро-Невской лавры.

## Награды
- Орден Святого Иоанна Иерусалимского родовой командорский крест (22 февраля 1799)[3],[4]
- Золотая шпага «За храбрость» (26 сентября 1807)[5]
- Орден Святого Владимира 3-й степени (15 сентября 1813)[3],[6]
- Орден Святого Георгия 4-й степени (12 сентября 1813)[3],[5]
- Орден Святой Анны 1-й степени[3] (14 марта 1814)[7]

Иностранные:
- прусский Орден «Pour le Mérite» (1807)[3]
- французская золотая сабля «За храбрость» (1807)[3]
- шведский Орден Меча командорский крест (1813)[3]
- прусский Орден Красного орла 2-й степени (1815)[3]
- гессен-кассельский Орден «За военные заслуги» (1815)[3]
- баденский Орден Церингенского льва большой крест (1818)[3]
- французский Орден Почётного легиона командорский крест (1819)[3]
- ганноверский Орден Гвельфов 1-й степени (1823)[3]

## Семья
С 1824 года был женат на Ольге Станиславовне Потоцкой (1802—1861), брак оказался не из счастливых, в чём многие винили тётку Марию Антоновну Нарышкину, у которой Лев Александрович проводил все дни и часто ночи. Имел одну дочь Софью (1829—1894), в 1846 году вышедшую замуж за графа Петра Павловича Шувалова (1819—1900), сына П. А. Шувалова.